# Голембиовский, Игорь Несторович
И́горь Не́сторович Голембио́вский (7 сентября 1935, Самтредиа — 2 октября 2009, Москва) — советский и российский журналист, с 1991 по 1997 — главный редактор газеты «Известия».

## Биография
Родился в городе Самтредиа Грузинской ССР. Окончил филологический факультет Тбилисского государственного университета (специальность — испанский язык и литература).
С 1958 по 1961 год был сотрудником тбилисской газеты «Молодой сталинец».
В 1961—1964 годах был заведующим отделом, заведующим редакцией газеты «Молодёжь Грузии».
В 1964—1966 годах работал инструктором отдела пропаганды и агитации ЦК ВЛКСМ.
В 1966 году перешёл работать в газету «Известия» (орган Верховного Совета СССР, фактически второй по важности официальный печатный орган страны после «Правды») заместителем редактора отдела писем, затем (1981—1983 годы) был специальным корреспондентом в Мексике, с 1983 по 1986 год — ответственный секретарь редакции газеты, в 1986 стал заместителем главного редактора газеты.
23 августа 1991 года коллективом редакции был избран главным редактором. Газета объявила о своей независимости от партийных инстанций и перестала быть органом Верховного Совета СССР.
С 1993 года становится генеральным директором газетно-издательского комплекса «Известия», Президентом ОАО «Редакция газеты „Известия“». Газета активно поддерживала либеральные реформы президента Ельцина и не менее активно критиковала методы их проведения.
С началом первой чеченской войны устроил пресс-конференцию правозащитника Сергея Ковалёва, направленную против военных действий в Чечне.
В апреле 1997 года в «Известиях» была перепечатана заметка французской газеты «Монд», в которой сообщалось, что Виктор Черномырдин за годы своей работы в «Газпроме» стал обладателем акций компании на 5 млрд долларов.
В августе 1997 года после ухода из газеты Голембиовский вместе со своими коллегами Отто Лацисом, Сергеем Агафоновым, Константином Кедровым, Сергеем Дардыкиным, Игорем Ванденко, Еленой Ямпольской и другими при финансовой поддержке структур Бориса Березовского образовал «Новые известия». В 2003 году Голембиовский был смещён с поста главного редактора газеты председателем совета директоров издания Олегом Митволем после публикации материала о культе личности Путина. После этого коллектив журналистов во главе с Голембиовским создал газету «Русский курьер», однако весной 2005 года из-за финансовых проблем её выпуск был приостановлен.
2 октября 2009 года, скончался в Москве на 75-м году жизни. Похоронен 6 октября на Троекуровском кладбище.

## Сценарист
- 1976 — Знакомьтесь, Советский Союз! (документальный фильм)

## Награды
- Орден «Знак Почёта»
- Благодарность Президента Российской Федерации (25 июля 1996 года) — за активное участие в организации и проведении выборной кампании Президента Российской Федерации в 1996 году[5]